# Guido I da Polenta

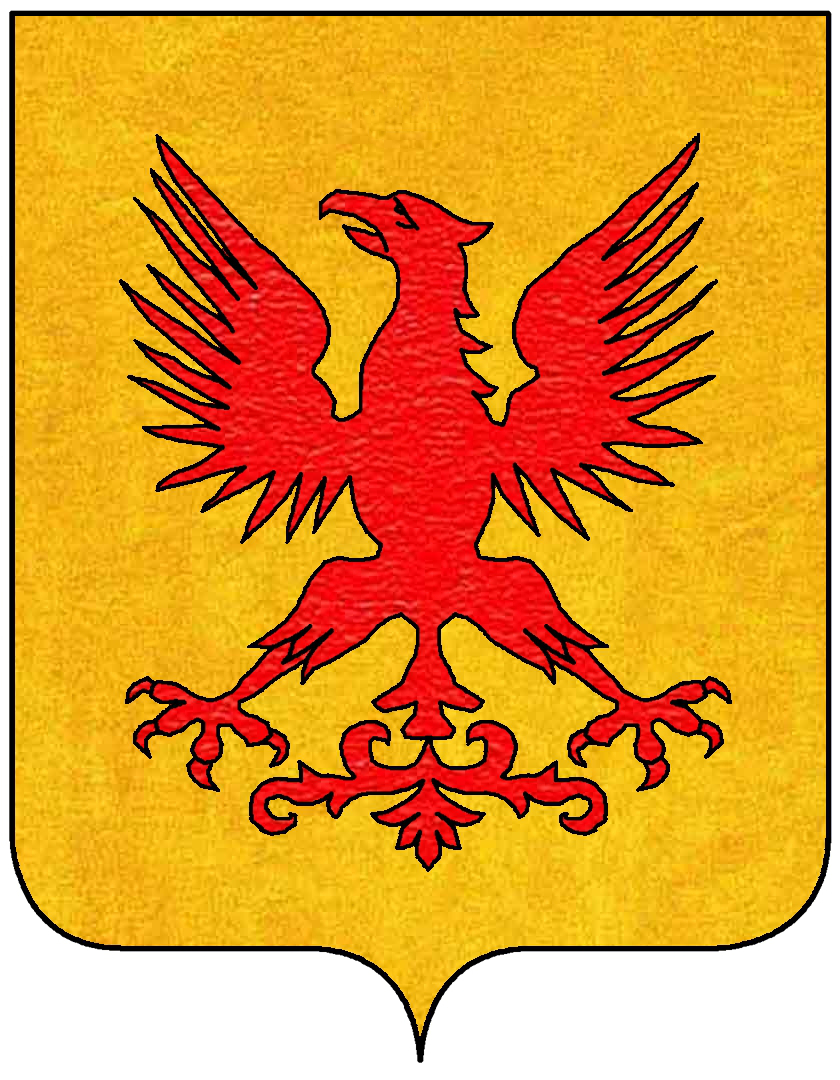
Stemma dei da Polenta

Guido I da Polenta (... – 1217) è stato un politico italiano.

## Biografia
Era forse figlio di Geremia I da Polenta, fondatore della casata.
Fu feudatario di Frassineto, Burgandeto e Casacutola per conto della chiesa di Ravenna. Nel 1214 papa Innocenzo III lo mise sotto la protezione della Santa Sede, insieme ai possedimenti della diocesi di Forlì che papa Gregorio VIII nel 1187 aveva concesso alla sua famiglia, devota alla Chiesa. Morì nel 1217.

## Origine
Guido I da Polenta era figlio di Geremia I da Polenta che apparteneva alla famiglia de' Geremei, la quale discendeva da Jeremias o Geremia Duca franco di Colonia, che verso il 715 venne in Italia e si portò in Bologna dove fondò la casata Geremia. Dalla casata Geremia o Geremei discendevano oltre alla nobile famiglia Da Polenta anche altre famiglie tutte della stirpe dei Franchi: Maffei di Verona, Buvatelli, Primadizzi, Ramberti, ec.I Da Polenta come le altre famiglie discendenti dai Geremei salirono a rinomanza in Bologna, in Ravenna ed in varie città d'Italia.

## Discendenza
Guido sposò probabilmente in seconde nozze Adelasia Lazzari (?-1216) ed ebbero sette figli:
- Geremia II (?-1247), uomo d'armi
- Inghebaldo
- Requilizia
- Azzolino
- Alberico (?-1324), uomo d'armi
- Giovanni
- Lamberto (?-1241)